# Анна Паасіківі
Анна Матильда Паасіківі (уроджена Форсман, 1869—1931) — перша дружина Юго Кусті Паасіківі, директора банку та політика, у 1897—1931 роках.

## Біографія
Батько Анни Форсман був вчителем державної школи Ізраїлем Форсманом, а сім'я була шведськомовною. Анна Форсман, яка вивчала природничі науки в Імператорському Олександрівському університеті, познайомилася з Юго Кусті Паасіківі під час гірськолижної поїздки жителів Хямяля та Савокарліан у березні 1893 року. Форсман погано розмовляла фінською, тому розмови та листування відбувалися шведською. Навесні 1893 року вона письмово попросив Паасіківе стати його вчителем фінської мови на літо в Кангасі. Незабаром пара таємно заручилася.
Восени 1894 року Паасіківі влаштував Анну Форсман на посаду вчителя народної школи Лахті. Однак їй не сподобалося її робоче місце, і вона звільнилася влітку 1896 року. Анні не сподобалася атмосфера маленького містечка Лахті, і вона прагнула повернутися до Гельсінкі. Однак Юго Кусті оселився в місті і наступної осені влаштував для Анни роботу в приватній школі спільного навчання в Лахті на наступні два роки. Молода пара одружилася 1 червня 1897 року в Стенкулла, Тіккуріла, сільська громада Гельсінкі.
Пізніше дружина Анна поїхала за своїм чоловіком до Німеччини, Швеції та Гельсінкі з його кар'єрою банківського менеджера та політика. У неї періодично траплялися нервові зриви, які вона лікувала на курортах. Тривала хвороба Анни Паасіківі, яку спочатку розглядали як нешкідливий катар, у 1926 році виявилася запущеним туберкульозом, від якого вона померла в 1931 році.

## Діти
Дітьми Анни та Юго Кусті Паасіківі були архітектор Анніккі Паасіківі (1898—1950), дантист Велламо Паасіківі-Ант-Вуорінен (1900—1966), підполковник Юхані Паасіківі (1901—1942) і бакалавр медицини Варма Паасіківі (1903—1941).). Дружина Велламо Паасіківі з 1926 року була генеральним директором Патентно-реєстраційної ради, доктором права Пааво Ант-Вуорінен.